# Ayla e i Mirror
Ayla e i Mirror è una serie televisiva spagnola creata da Alberto Grondona e ha come protagonista Violeta Madel nel ruolo di Ayla ed è stata distribuita globalmente dal 27 settembre al 1° novembre 2024 su Disney+. In Italia è stata distribuita dal 27 settembre 2024 sulla piattaforma streaming Disney+.

## Trama
In seguito della morte del padre benestante, Ayla, una giovane adolescente, rimane orfana. Successivamente subisce uno shock post-traumatico, che le provoca un'amnesia, talmente forte da farle perdere la memoria. Mentre la polizia cerca di indagare sulla sua identità, viene rinchiusa in una casa chiamata El Bosque. Lì incontra Inés, la sua nuova coinquilina, e i Mirror, un gruppo di ragazzi e ragazze di casa amanti della danza. Ayla diventa amica del gruppo e prende parte anche ad una gara con i Mirror.

## Episodi
| Stagione       | Episodi | Distribuzione Spagna | Distribuzione Italia |
| -------------- | ------- | -------------------- | -------------------- |
| Prima stagione | 30      | 2024                 | 2024                 |